# Parque de los Atletas
El Parque de los Atletas (en portugués: Parque dos Atletas), anteriormente denominado Parque Olímpico Ciudad del Rock (Parque Olímpico Cidade do Rock) o Nueva Ciudad del Rock (Nova Cidade do Rock), es un recinto ubicado en Barra da Tijuca, en la ciudad de Río de Janeiro, Brasil. Fue abierto principalmente para albergar grandes eventos, construido por la ciudad de Río de Janeiro, en asociación con el empresario Roberto Medina, propietario de Artplan, quien utilizó el sitio para el Rock in Rio 2011.

## Historia

### Proyecto original: Rock in Rio y Juegos Olímpicos
La urgencia de construir el sitio fue la falta de espacios para la celebración de grandes eventos en la ciudad de Río de Janeiro, este tipo de shows y demás, se llevaron a cabo en el Estadio Maracaná. Gracias a la reforma del estadio, hubo la necesidad urgente de encontrar un nuevo espacio en la ciudad para acoger grandes eventos.
Además del Rock in Rio 2011, en la "Nueva Ciudad del Rock" se celebraron las ediciones de 2013 y 2015.
También sirvió como área de esparcimiento para las delegaciones en los Juegos Olímpicos de Río de Janeiro 2016, con un acceso exclusivo de los atletas desde la villa olímpica. El parque contaba con canchas de tenis, muros de escalada, parque infantil, pista de patinaje y academias de gimnasia para públicos de todas las edades, así como vestuarios con duchas y una pista para ciclismo, caminatas y carreras.[cita requerida]

### Abandono y uso actual
El proyecto original preveía dejar el parque como legado para el ocio de la población, así como para la realización de eventos.[cita requerida] Sin embargo, una vez finalizados los Juegos Olímpicos, el parque fue abandonado por la prefectura de Río de Janeiro y pasó a sufrir diversos robos y vandalismos.
Durante la pandemia de COVID-19, en 2020, el parque fue utilizado para la instalación de un hospital de campaña.
En la actualidad, el espacio ha sido arrendado por la prefectura al sector privado y utilizado exclusivamente para la realización de fiestas, perdiendo así su función de libre esparcimiento para la población. Fue utilizado, por ejemplo, para un «evento-test» que pretendía evaluar la flexibilización de las medidas sanitarias para la pandemia de COVID-19 en el municipio de Río de Janeiro.
El Parque de los Atletas no fue contemplado en el nuevo plan de legado del Parque Olímpico, presentado por la Prefectura de Río de julio de 2021. En 2022, Previ-Rio, que había heredado la custodia del lugar, buscaba recursos y soluciones para resolver la problemática del abandono del parque.

## Conciertos
Para los festivales y shows del Parque, se pueden albergar hasta 100.000 personas.
| Artista       | Gira                             | Fecha                    |
| ------------- | -------------------------------- | ------------------------ |
| Rihanna       | The Loud Tour                    | 23 de septiembre de 2011 |
| Lady Gaga     | The Born This Way Ball           | 9 de noviembre de 2012   |
| Madonna       | The MDNA Tour                    | 2 de diciembre de 2012   |
| Iron Maiden   | Maiden England World Tour (2013) | 22 de septiembre de 2013 |
| One Direction | Where we are Tour (2014)         |                          |